# Villa Luro
Villa Luro es uno de los 48 barrios en los que se encuentra dividida la Ciudad de Buenos Aires, en Argentina. Se encuentra en la Comuna 10. 
El barrio se caracteriza por ser fundamentalmente residencial donde predominan las casas, y en menor medida los edificios.[cita requerida] Es conocido como "el barrio de las calles románticas"[cita requerida] ya que el nombre de sus calles proviene de poetas como Byron, Lope de Vega, Homero y Leopardi, entre otros.

## Geografía
Limita con los barrios de Monte Castro al norte, Vélez Sarsfield al este, Parque Avellaneda al sur, Mataderos al sudoeste, y Liniers y Versalles al oeste.
La ley 2650 determinó que el barrio está comprendido por las arterias Av. Emilio Castro, Escalada, Av. Juan B. Alberdi, Medina, Av. Rivadavia, Avenida Canónigo Miguel del Corro, Av. Juan B. Justo, Av. Lope de Vega, Av. Álvarez Jonte, Irigoyen, Av. Juan B. Justo, Bacacay, Irigoyen, vías del ex FF.CC. Gral. Sarmiento, Anselmo Sáenz Valiente y Albariño.
Su territorio es atravesado por el arroyo Maldonado que fluye entubado bajo la Av. Juan B. Justo; y por un canal aliviador que une el curso medio del Maldonado con el arroyo Cildáñez, actualmente entubado y que corre bajo las calles Ruiz de los Llanos y Basualdo.
Cuenta con una superficie aproximada de 2,6 km² y una población de alrededor de 33.058 según el censo de 2001 La densidad demográfica es de 12.890 habitantes/km².

## Historia
Uno de los propietarios más pudientes de la zona, el Dr. Pedro Luro, médico y empresario inmobiliario, fue el que le dio nombre al barrio. Pedro Luro fue desde diputado nacional hasta colonizador en gran parte de la ciudad balnearia de Mar del Plata.
Por la década del 1870 se inauguraron en las proximidades los mataderos, lo que trajo aparejado una gran cantidad de población, ya que se instalaron toda clase de industrias que tenían que ver con la faena del ganado. La mayoría del vecindario vivía en casas quinta, eran italianos, españoles, portugueses, vascos; sembraban verduras y frutas, además de tener algunos vacunos y faenarlos para vender luego su producto al vecindario.
Los vendedores ambulantes ofrecían un espectáculo pintoresco, como los vendedores de pavos y pavitas, los carniceros, que llegaban cabalgando desde Mataderos vendiendo chinchulines y mondongo y muchos otros personajes.
Al principio las casas eran muy humildes, adquiridas a cómodos plazos sobre todo por los empleados del ferrocarril que las hacían de una sola habitación, un baño y una cocina. Sus principales medios de comunicación eran al principio los breaks (carruajes); luego vendrían el tranvía y el ferrocarril.
La ley 949 de la Ciudad Autónoma de Buenos Aires dice: 

Institúyase el 1 de diciembre como "Día del Barrio de Villa Luro" en conmemoración del día de la inauguración de un apeadero en las vías del Ferrocarril Sarmiento, en su intersección con las actuales calles Irigoyen y Cortina.

La inauguración de la parada ferroviaria marcó un hito en el desarrollo barrial. La misma funcionó posteriormente como estación de trasbordo al ramal ferroviario a Versailles, al ramal a Villa Real y Sáenz Peña y al ramal a Ingeniero Brian, convirtiendo a la zona en un nudo ferroviario.
Dichos tres ramales distintos, que se desprendían de la línea principal que parte de la Estación Once de Septiembre, están desmantelados en la actualidad. 

### ElFortín de Villa Luro

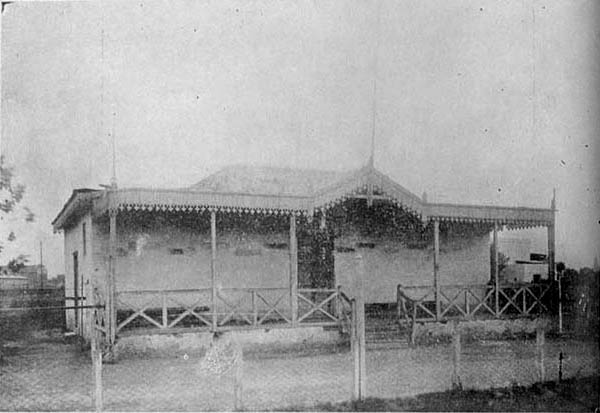
El antiguo estadio de Vélez Sarsfield, ubicado en Cortina y Bacacay.

En 1914 el Club Atlético Vélez Sarsfield instaló su campo de juego en un predio ubicado en las calles Cortina y Bacacay. En 1923 alquiló un terreno en la manzana comprendida por las calles Basualdo, Ulrico Schmidl, Pizarro y Guardia Nacional para erigir un nuevo estadio, y el 16 de marzo de 1924 se realizó la inauguración oficial del mismo, que contaba con una tribuna de tablones de madera con el clásico techo inglés. El 7 de diciembre de 1928 se convirtió en el primer estadio en la Argentina con luz artificial y se jugó el primer partido nocturno del fútbol argentino.
En 1932 ese campo de juego recibiría el apodo que identificaría al club: “El Fortín”, cuando en el diario Crítica se publicó una nota donde el periodista Hugo Marini, jefe de la sección deportes, describía al estadio de Villa Luro como "un Fortín", al considerarse inexpugnable en ese recinto.

¿San Lorenzo Hará Rendir Mañana el "Fortín" de V. Luro? (Diario Crítica, miércoles 13 de julio de 1932, pág. 12)

Y al año siguiente:

Y también porque está allí, enclavado en un remolino de callejuelas polvorientas y accidentadas, resguardado por una muralla de casitas humildes y miradas analizadoras, el field de Villa Luro es un verdadero "Fortín" (El Gráfico, 6 de mayo de 1933)

El viejo Fortín de Villa Luro, de Basualdo y Ulrico Schmidl, tuvo una gran influencia en el barrio, que siente a Vélez Sarsfield como su equipo de fútbol emblemático.

## Características
Es un barrio tranquilo, relativamente pequeño, del oeste de la ciudad de Buenos Aires. Sus edificios y casas son muy pintorescas.
En la zona conocida por sus vecinos como «Villa Luro Hollywood», con eje en el sector de la calle Cnel. Ramón L. Falcón que va desde la calle Escalada hasta Albariño y en el que se emplazó un bulevar, se han alzado imponentes y lujosos edificios modernos en los últimos años. El precio de las propiedades suele ser más alto en esta zona[cita requerida] que en el resto del barrio, sin embargo también existen pequeñas zonas de «Villa Luro Norte» donde también el precio de las propiedades es un poco más elevado que la media barrial, quizá por hallarse éstas cercanas al lujoso barrio de Villa Devoto.[cita requerida]

## Plazas, monumentos y sitios notables
- Plaza "Ejército de los Andes": situada entre la Av. Rivadavia y las calles Corvalán, Ramón Falcón y Albariño. Fue erigida en el año 1939 en homenaje al ejército libertador creado por el general San Martín. En esta plaza se encuentra un busto del prócer de Blas S. Gurrieri, y en especial se destaca el conjunto escultórico "El Progreso" del francés Edme-Anthony Noël.

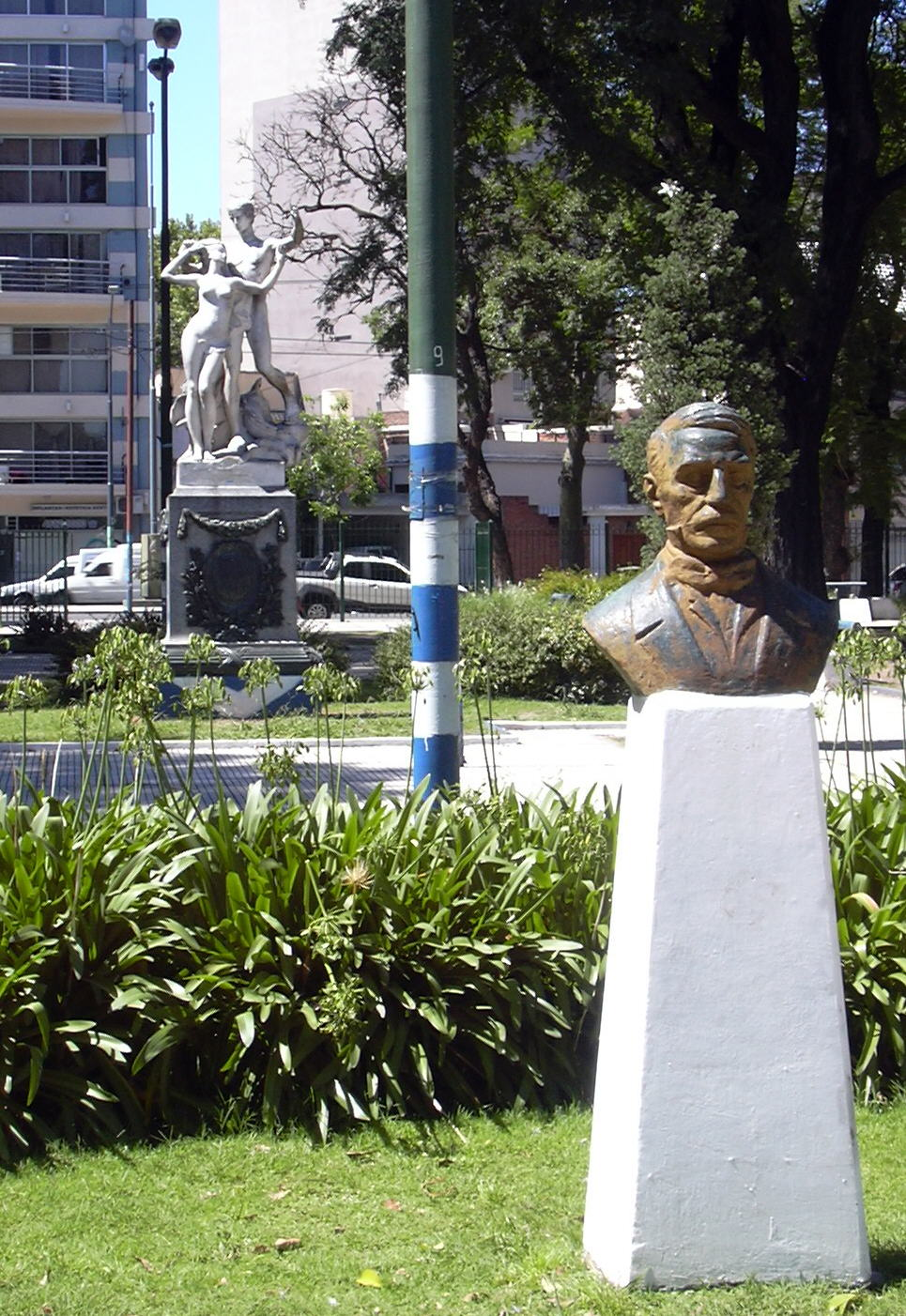
Plaza Ejército de los Andes: detalle del busto del general San Martín y, detrás, el conjunto escultórico "El Progreso".

- Plaza "de los Derechos del Hombre": reivindica la igualdad de los hombres sancionada en la Declaración de los Derechos proclamada por la Asamblea Constituyente de la Revolución Francesa de 1789. Estos derechos son libertad de pensamiento, palabra y religión, el derecho al trabajo, a la propiedad, a la educación y la indiscriminación racial. Se ubica en la Av. Juan B. Justo al 8400, entre las calles Cortina e Irigoyen, en cercanías de la estación Cortina del metrobús.

- Plaza "11 de septiembre": de pequeñas dimensiones y forma triangular, está delimitada por las calles Cajaravilla, Moreto y Medina.

- Plaza "Hugo Ricardo Corradi": ubicada en la calle Yerbal al 5000 esq. Calderón de la Barca.[6] De forma triangular, este pequeño espacio verde evoca al prestigioso historiador villalurense.

- Plazoleta "Tte. Gral. Adolfo Arana": donde se destaca un emblema o escudo que simboliza el barrio y lo nombra como el barrio de las calles románticas de Buenos Aires. Se ve un libro abierto con los nombres de escritores como Byron, Moliere, Lope de Vega, Milton, etc. en un trabajo seleccionado por concurso en el año 1990, que ganara el historiador Jorge Domingo Iuorno. También tiene un monolito que exalta al ""Padre de Familia", obra de Domingo Jesús Páez Torres, y en su centro se levanta un mástil en homenaje a la "Confirmación de la Paz Americana" y al Dr. Carlos Saavedra Lamas, erigido en 1936 en ocasión del fin de la Guerra del Chaco. Esta plaza, de forma triangular, está ubicada en la Av. Rivadavia al 10.000, entre las calles Cortina e Irigoyen.

- Plazoleta "Alberto Vaccarezza": se encuentra entre las calles Virgilio, Alcaraz y Moliere. En 1996 se ha descubierto un busto del que fuera el padre del sainete.[7]

- Plazoleta "Vicente Bellini": circunscripta por la Av. Rivadavia y las calles Medina y White. De forma triangular, su nombre recuerda al genial autor de inolvidables óperas como fue "Norma", "La sonámbula" y "Los Puritanos", entre otras. En esta plaza se encuentra la estatua en bronce "La Cautiva" de Santiago Chiérico, motivo de orgullo de los vecinos. Este lugar fue conocido como "las tres vías" ya que se encontraban las vías de los dos ramales ya desaparecidos y las principales.

- Plazoleta "Alberto Castillo": de forma triangular, está ubicada en la intersección de la Av. Emilio Castro con las calles Escalada y Leopardi. Recuerda a Alberto Castillo, el cantor de los cien barrios porteños.[8]

- Plazoleta "Los amigos": ubicada entre las calles Homero, Ramón L. Falcón y la proyección de la autopista Perito Moreno.[9]

- Plazoleta "De la amistad": espacio verde lateral de la autopista Perito Moreno. De forma triangular, se encuentra en la calle White 340.

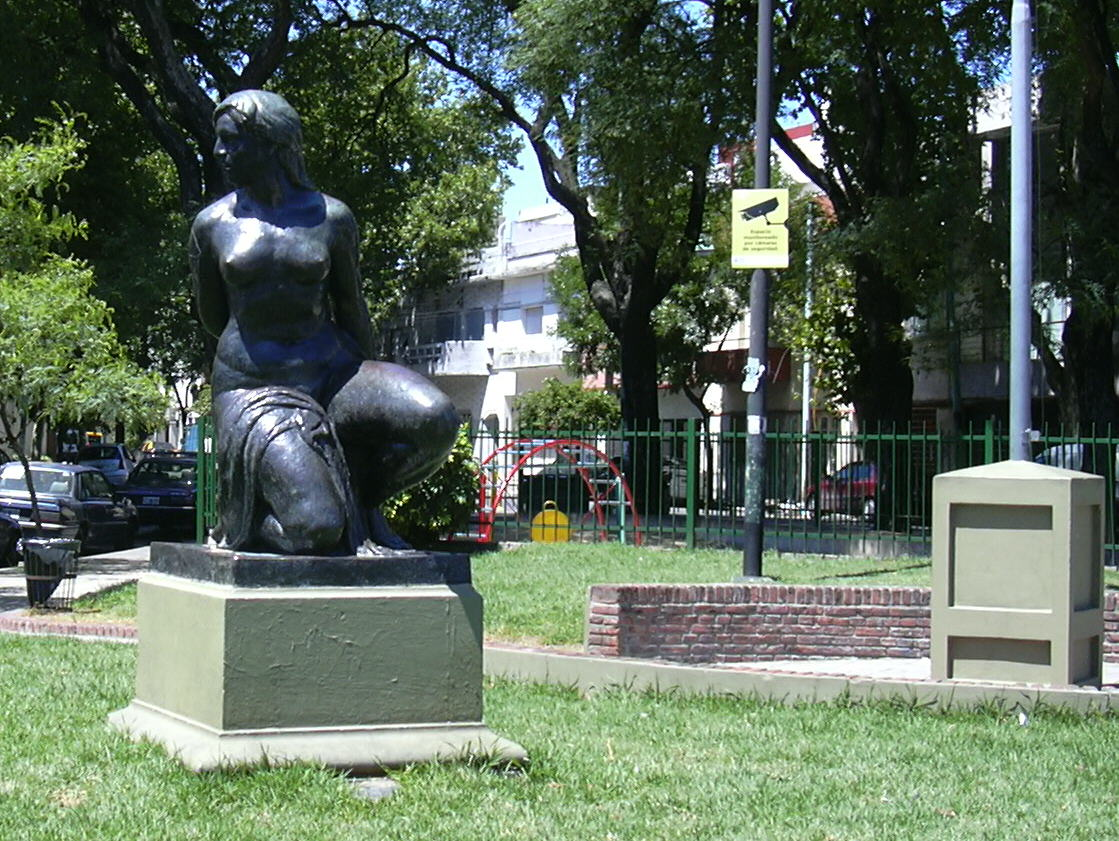
Vista parcial de la plazoleta "Vicente Bellini", con la estatua "La Cautiva" de S. Chiérico

- Plazoleta "Carlos Gardel": espacio verde construido en el remanente de la autopista Perito Moreno, que está ubicado en la intersección de la Av. Juan B Alberdi y Mozart, esquina NE.[10]

- Jardines "Prof. Ernesto Nelson": en homenaje al gran educador. Están ubicados al sur de la Av. Juan B. Justo al 7900, en cercanías de la estación Lope de Vega del metrobús.

- Espacio público "Amigos de las Artes", sito a la altura de Av. Rivadavia 9351, a un costado de la autopista Perito Moreno, en donde durante mucho tiempo se realizaron muestras de obras de artistas plásticos los fines de semana.[11][12]

- "Paseo del Cine", conformado por los canteros centrales de la avenida Ramón L. Falcón, en el tramo entre las calles Escalada y Albariño.[13] El mismo recuerda a destacadas obras y figuras del cine nacional, con placas de mármol negro colocadas en el piso de un extremo de cada cantero.

- Placa conmemorativa del asesinato del padre Carlos Mugica, que se encuentra ubicada en Zelada 4741, donde fuera cobardemente atacado en 1974.

- Placa en homenaje al Dr. Rodolfo Juan Ferrari, médico de profesión y político destacado, que fue convencional nacional constituyente. Se encuentra en Av. Rivadavia 9714.[14]

- Antiguo "Mercado Villa Luro", de estructura metálica con techos de chapa, se levanta en la esquina noreste de Av. Rivadavia y Av. Lope de Vega, habiendo sido fundado en 1926.[15]

- Edificio "Juan José Díaz Arana": situado en Av. Rivadavia 9844/9858, construido por la cooperativa El Hogar Obrero en 1981. Consta de dos torres gemelas, y actualmente tiene un supermercado Coto en su planta baja.

- Complejo Habitacional Donizetti, ubicado en Av. Rivadavia y Donizetti, que comenzó a construir el ex Sindicato de Comercio y culminó la Comisión Municipal de la Vivienda tras muchos años de abandono. La torre "A" tiene su entrada en Donizetti 15 y cuenta con 14 pisos, mientras que las torres "B" y "C" tienen su acceso por Donizetti 41 y cuentan con 27 pisos que alcanzan los 84 metros de altura.

## Personas destacadas vinculadas con el barrio
- Juan Baigorri Velar: ingeniero argentino, que nació en 1891 y falleció en 1972, conocido porque decía haber inventado "la máquina de hacer llover", siendo apodado "el Júpiter moderno" o "el mago de Villa Luro", por haber vivido en la calle Araujo a metros de Ramón L. Falcón.[16]
- Héctor T. Bates: compositor de música popular, nacido en 1894 y fallecido en 1964, que viviera en Ramón L. Falcón 5733.[17]
- José Amalfitani: reconocido dirigente deportivo del Club Vélez Sarsfield, además de maestro mayor de obras argentino; vivió buena parte de su vida en García de Cossio 5550.[18][19] Nació en 1894 y falleció en 1969.
- Roberto J. Petracca: una de las figuras más relevantes del barrio, fallecido en 1967 cuando ocupaba el cargo de ministro de Bienestar Social, durante la presidencia de Juan Carlos Onganía.[20]
- José Luis Boffi: futbolista y director técnico nacido en el barrio en 1897, de destacada actuación como “centrohas” en la era amateur del Fútbol Argentino desde 1917.
- Rodolfo Juan Ferrari: médico abnegado y generoso que trabajó en la finca de Av. Rivadavia 9714 durante 48 años. Nació en 1901 y falleció en 1975, siendo además convencional nacional constituyente en 1957, sirviendo fervorosamente la causa de la libertad.
- Alberto Castillo: cantante de tango y actor, nacido y criado en el barrio,[21] también fue médico de profesión. Nació en 1914 y falleció en 2002.
- Roberto Chanel: cantante de tango, nacido en 1914 y fallecido en 1972. En 1926 su familia se mudó a una finca de Basualdo al 300.[22]
- Fernando Bustamante: pianista, compositor y arreglista, nacido en 1915 y fallecido en 1979. Al tiempo de nacido la familia se mudó a este barrio, donde residió gran parte de su vida.
- Juan Ricardo Bertelegni: actor y humorista conocido como Semillita. Nació en 1922 y falleció en 1991. Vivió en la calle Escalada.
- Hugo Ricardo Corradi: destacado historiador que, entre otras cosas, fue director del Museo del Cabildo de la Ciudad de Buenos Aires, fundó la "Junta de Estudios Históricos de Villa Luro" y escribió la "Guía Antigua del Oeste Porteño".[23] Nació en el barrio en 1924, donde desarrolló su rica vida cultural y social, y falleció en 1993.
- Carlitos Balá: actor y comediante infantil, nacido en 1925. Vivió en la calle Dante 150 hasta 1996.
- Floria Bloise: actriz de numerosas películas y series televisivas, nacida en 1929 y fallecida en 2012, su infancia transcurrió en el barrio.[24]
- Ricardo Guazzardi: periodista, locutor y conductor de radio y televisión, vecino del barrio.[25]
- Enrique Macaya Márquez: periodista deportivo, vivió en la calle Milton entre Yerbal y vías del F.C Sarmiento.
- Raúl Rizzo: actor de cine, televisión y teatro, vecino del barrio,[26] nacido en 1948.
- Thelma Stefani: actriz, bailarina y vedette, nacida en el barrio en 1948 y fallecida en 1986.
- María del Carmen Valenzuela: Actriz, nacida y criada en Villa Luro, donde vivió durante 15 años en la finca de Moliere 1080. Estudió en el Instituto Sacratísimo Corazón de Jesús del mismo barrio.[27]
- Esteban Morgado: guitarrista, compositor y arreglador de música popular, nacido en el barrio en 1958.
- Claudio Morgado: actor, conductor de televisión y político, nacido en 1959. Es hermano del músico Esteban Morgado, con quien convivió en el barrio.
- Marcelo Zlotogwiazda: economista y periodista de radio y televisión, nacido en 1958 y fallecido en 2019, vivió su infancia en el barrio.[28]
- Emiliano Santamaría: tenista y boxeador amateur, en tenis lamentablemente nunca pudo pasar de un par de torneos interclubes, en boxeo tuvo sub debut, retiro y despedida en la velada Párense De Manos 2023, donde cayó ante su compatriota V. Torres Erwerle, nacido en 2002.
- Hugo Marcel: cantante de tango y actor, nacido en el barrio en 1959.
- Diego Capusotto: humorista, actor, guionista y conductor de televisión, nacido en 1961, que a los 7 años se mudó al barrio, donde vivió por tres décadas.
- Fabián Pedacchio: sacerdote católico, nacido en el barrio en 1964, que tiene el título honorífico de capellán de Su Santidad, y fue nombrado primer secretario personal del papa Francisco.
- Fernando Ruiz Díaz: vocalista e instrumentista musical, nacido en 1969. Es uno de los miembros fundadores de la banda de rock Catupecu Machu, formada en 1994 en el barrio y conformada desde un primer momento junto con su hermano Gabriel.[29]
- Gabriel Ruiz Díaz: vocalista e instrumentista musical, nacido en 1975 en el barrio, donde también se crio.[30] Hermano del anterior, con quién fundó el grupo de rock Catupecu Machu.
- Sebastián "Gallego" Méndez: futbolista, nacido en 1977, y criado en el barrio.
- Emiliano Kaczka: Actor y abogado, nacido en 1972, vivió su infancia en el barrio, primeramente en Elpidio González y Víctor Hugo, y luego en Yerbal y Lope de Vega .[31]
- Guido Kaczka: Actor y conductor de televisión, nacido en 1978, vivió su infancia en el barrio, junto a su hermano Emiliano.
- Griselda Siciliani: actriz, nacida en 1978, vivió su infancia y adolescencia en el barrio.
- Abril Sosa: exbaterista de Catupecu Machu y líder de Cuentos Borgeanos, nacido en 1981, criado en el barrio.
- Ariel Nahuelpán: futbolista, nacido en 1987, y criado en el barrio.
- Victorio Veronese: Poeta nacido en Villa Luro, donde vivió durante 80 años en una casa de la calle Saráchaga[32]
- Jeremías Oro y Tomás Félix Urtizberea fundaron la banda musical Koino Yokan en 2018, en el barrio.

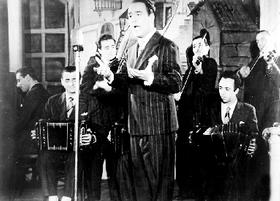
Alberto Castillo
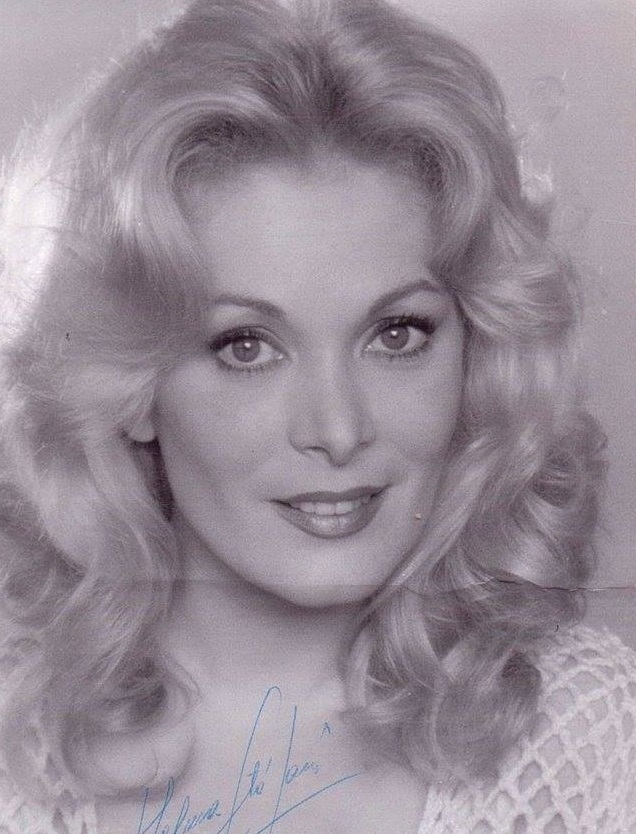
Thelma Stefani
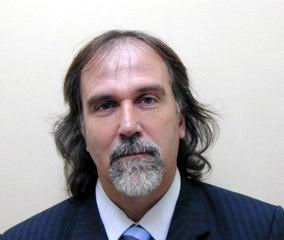
Claudio Morgado
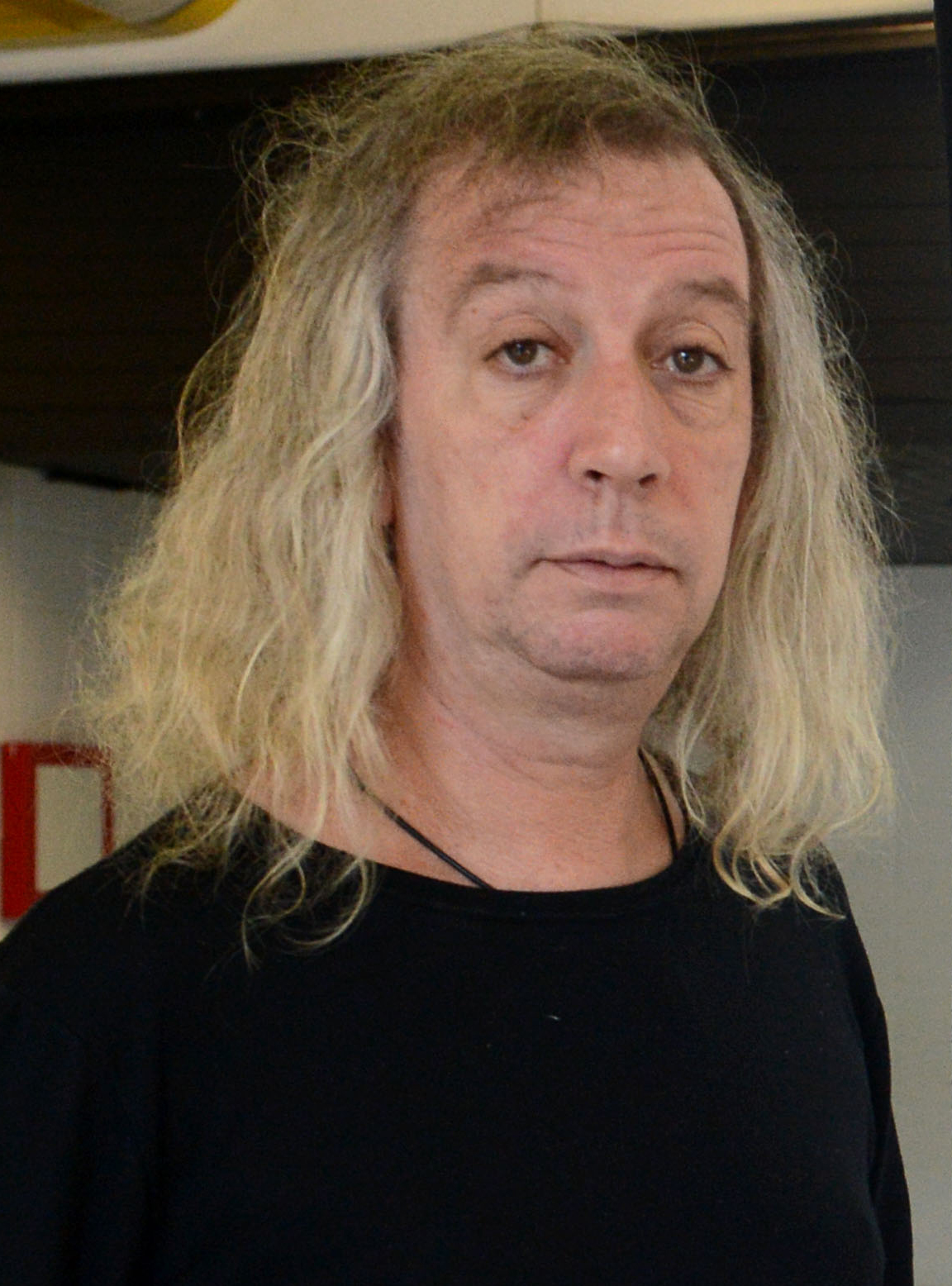
Diego Capusotto
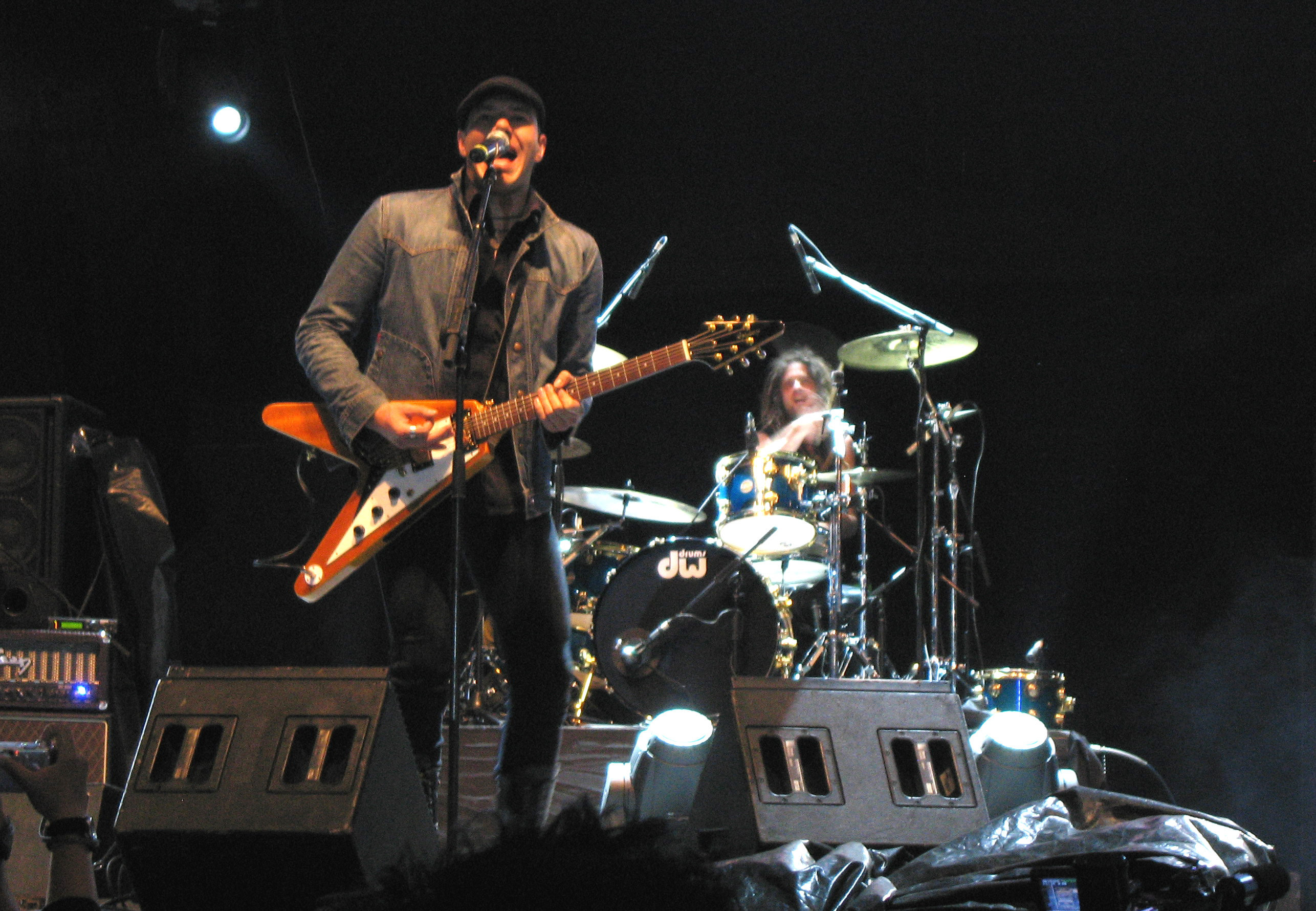
Catupecu Machu
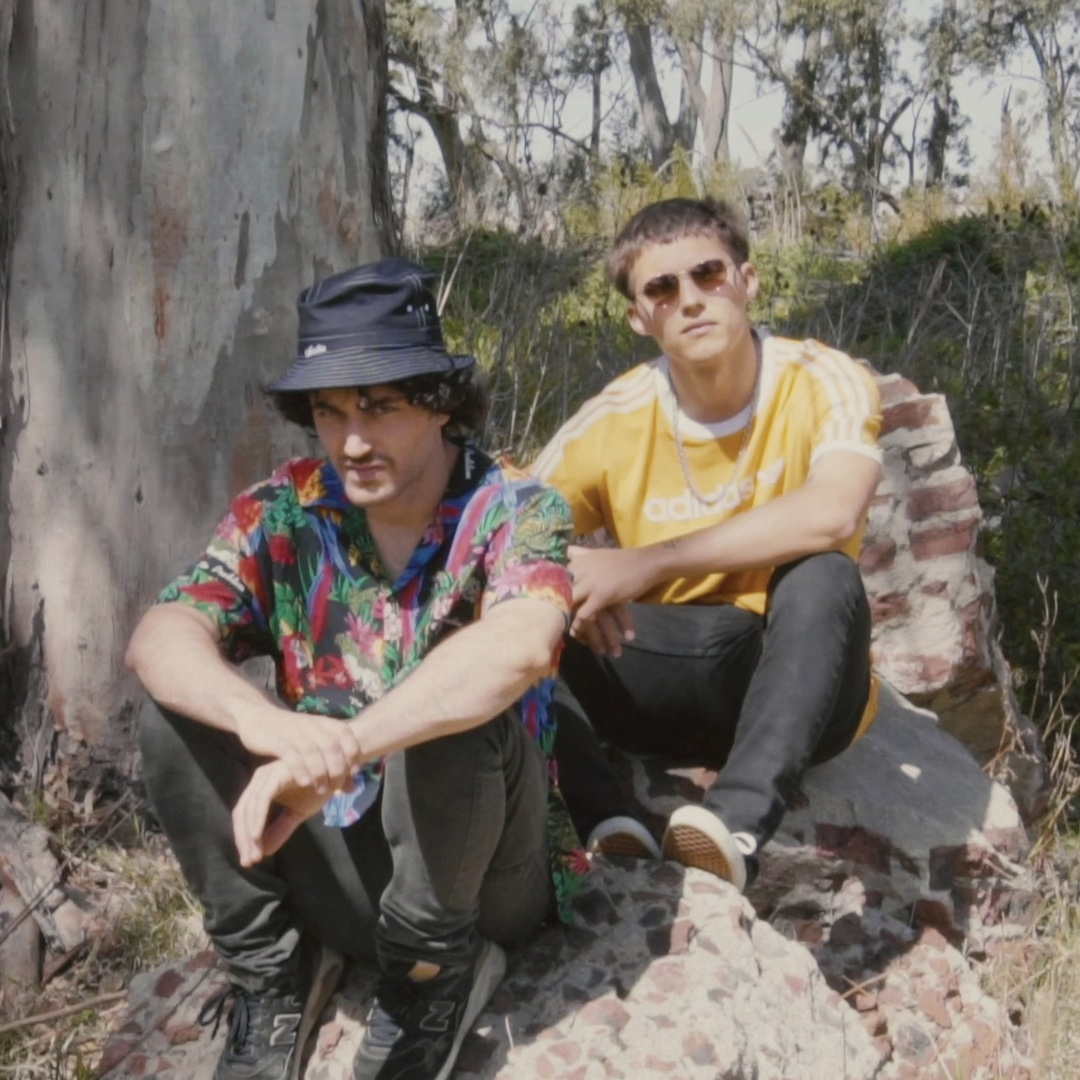
Koino Yokan

## Establecimientos educativos
Como las siguientes instituciones pueden ofrecer distintos niveles educativos; y también suelen brindar cursos para adultos de idiomas, computación, artesanías, danzas y otros; se las clasifica según el nivel más relevante correspondiente.

### Nivel inicial
- J.I.N. "D" D.E.18 - Jardín de las Calles Románticas, ubicado en Calderón de la Barca 157.
- Jardín Nuevo Sol (A-1155), situado en  Av. Lope de Vega 80.[34]

### Nivel primario
- Escuela N.º 1 D.E.13 - Prof. José Onaindía, ubicada en la calle Rafaela 5159.
- Escuela N.º 6 D.E.13 - Carlos Guido y Spano, de la calle Ramón L. Falcon 4801 esq. Homero.
- Escuela N.º 7 D.E.13 - Recuerdos de Provincia, situada en Av Juan Bautista Alberdi 4755.
- Escuela N.º 7 D.E.18 - República Árabe de Egipto, ubicada en Av. Rivadavia 9799 esq. Moliere.
- Escuela N.º 8 D.E.18 - Base Aérea Vicecomodoro Marambio, de la calle Yerbal 4965.
- Escuela N°12 D.E.20 - Prof. Ramón J. Gené,  situada en la calle García de Cossio 5570.
- Escuela Girasoles (A-1403), ubicada en Moliere 760.
- Centro Educativo para Niños con Trastornos Emocionales Severos (CENTES) N.º 3 D.E.18, de la calle Víctor Hugo 743

### Nivel secundario
- Escuela de Comercio N.º 30 D.E. 18 - Dr. Esteban A. Gascón, de la calle San Blás 5387.
- Escuela Modelo D. F. Sarmiento (A-0341), situada en Av. Rivadavia 9441.
- Instituto Sacratísimo Corazón de Jesús (A-0447), de Moliere 856.

### Nivel terciario no universitario
- Instituto Ntra. Sra. del Buen y Perpetuo Socorro (A-0338), de Irigoyen 1143.[35]
- Instituto Superior Gral. Martín M. de Güemes (A-1236), de Homero 598.[36]

## Iglesias católicas
- Parroquia San Gabriel Arcángel de Villa Luro, ubicada en Av. Rivadavia 9625.[37]

- Parroquia Corpus Domini, situada en Albariño 266.[38][39]

- Parroquia San Francisco Solano, de la calle Zelada 4771,[40] en cuya puerta fuera asesinado el sacerdote Carlos Mugica en 1974, cuando acababa de celebrar misa.

- Parroquia Sacratísimo Corazón de Jesús, que se encuentra en la calle Moliere 856.[41]

- Parroquia Nuestra Señora del Buen y Perpetuo Socorro, ubicada en Av. Irigoyen 1185.[42] En la misma se celebró el matrimonio del cantautor argentino Sandro,[43] y en su cinerario reposan las cenizas de Alejandro De Michele, cantante, compositor y guitarrista de rock argentino.

## Instituciones de asistencia y centros de jubilados
- Defensoría del Pueblo de la Ciudad de Buenos Aires - Sede Villa Luro / Mataderos[44] que se ubica en Zelada 4655  (bajo la autopista).

- Centro de Reahabilitación del Lisiado "Manuela Tutzo de Bonifacio", Centro de Desarrollo Infantil (CeDI) "Manuela Tutzo de Bonifacio", Jardín Maternal "Manuela Tutzo de Bonifacio", Casa "Juana Manso" para víctimas de violencia doméstica y/o sexual,[45] Asociación Pro-Hogar del Discapacitado (PROHODIS)[46] y Asociación para la Ayuda del Encefalopático (AMPARE): instituciones que se encuentran en el predio de Av Juan B. Justo 8355 / Víctor Hugo 588 y 682.

- Hogar de Día N.º 4 (G.C.B.A.) y Centro de Jubilados y Pensionados "La Amistad", que se hallan en Yerbal 5025.

- Hogar de Día N.º 27 (G.C.B.A.) y Asociación Centro de Jubilados y Pensionados "Villa Luro Central", que se ubican en Ramón L. Falcón 4778.

- Centro de Jubilados y Pensionados "Rincón de la Amistad" - Grupo H.I.V. situado en Leopardi 443.[47]

- Centro de Jubilados y Pensionados "Alfonsina Storni", que se encuentra en Dante 81 y tiene un mural en su frente.[48]

- Centro de Jubilados y Pensionados "San Miguel Arcángel", ubicado en Zelada 4640 (bajo la autopista).

- Centro de Jubilados y Pensionados "Rosas de Otoño", que se encuentra en Gral. César Díaz 5311.

- Centro de Jubilados y Pensionados "Abuelos de Villa Luro", situado en San Blas 5462.

- Centro de Jubilados y Pensionados "Dr. Ramón Carrillo", de la calle Juan A. García 5566.

- Centro de Jubilados y Pensionados "La Muchachada del Ayer", ubicado en Víctor Hugo 1351.

## Asociaciones de fomento, sociales y deportivas
- Asociación Vecinal "Villa Luro Norte", institución fundada en 1919, que cuenta con una biblioteca popular y está ubicada en Elpidio González 5445.[49]

- Asociación Vecinal de Fomento "Los Amigos de Villa Luro", que fuera fundada en 1924. Tiene su sede en Ramón L. Falcón 5177 y un anexo en la vereda de enfrente. En su frente luce un mural alegórico al centenario barrial, con el escudo de Villa Luro, la estación ferroviaria, el "Mástil de la Paz" y los poetas nombrados en sus calles.[50]

- Club Atlético "Stentor", ubicado en la calle Sarachaga 5634 y fundado en 1935.[51][52]

- Club Social y Deportivo "Leopardi", situado en Cajaravilla 4980.[53]

- Club "Leones F.C." y Asociación Civil Centro Deportivo y Recreativo "Toque y Toque", que se encuentran en el predio de Zelada 4642.

- Círculo Social "Valle Miñor" de Galicia en Buenos Aires, que está en Rafaela 4836.[54]

## Diarios y revistas
- Revista «Mirando al oeste» - Publicación mensual con noticias de Villa Luro y aledaños, fundada en mayo de 1990 por Marcelo Costa

- Revista «A los cuatro vientos» - Publicación barrial fundada en 1996, ya discontinuada.

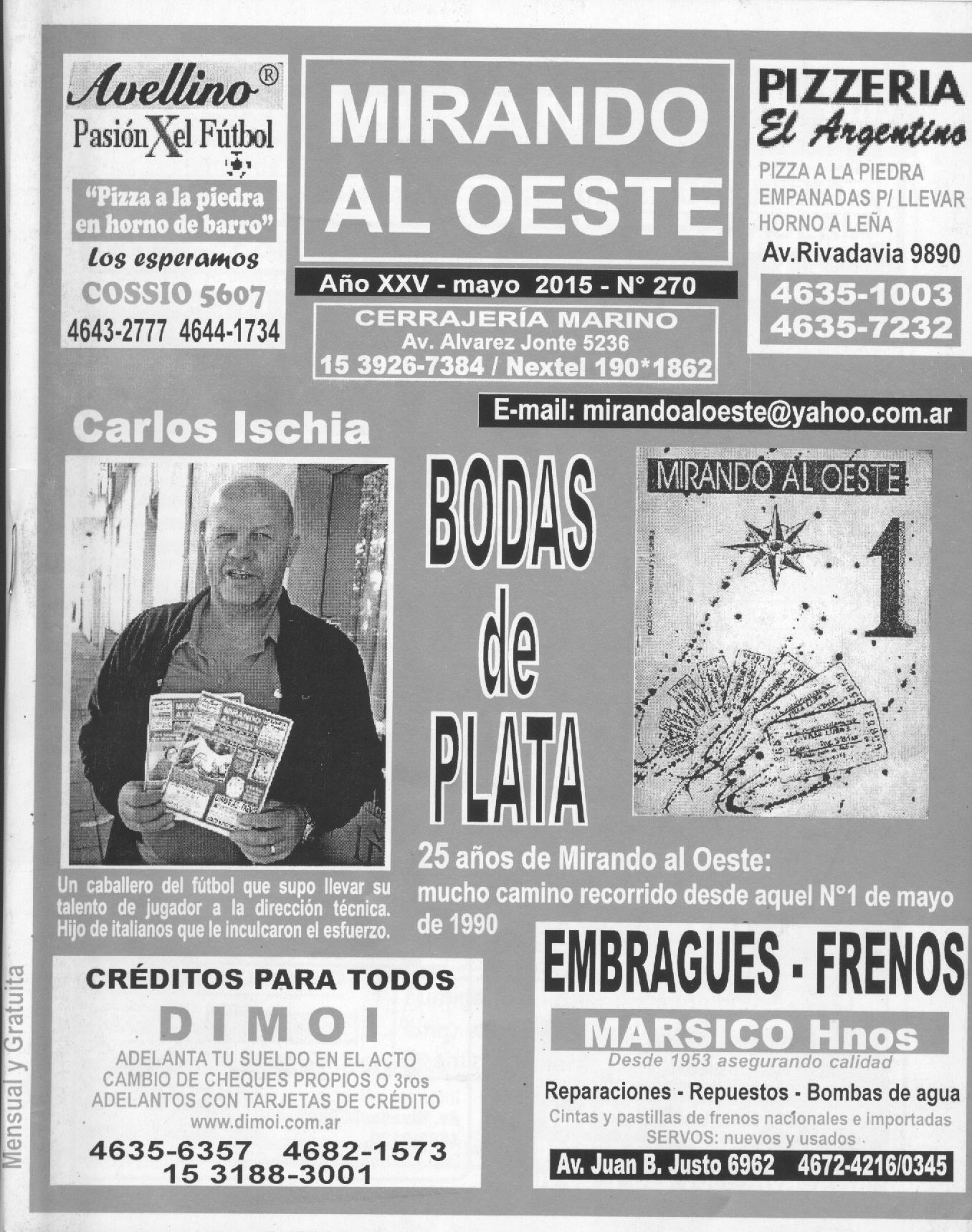
Portada de la revista "Mirando a oeste" N.º 270 de mayo de 2015, editada en Villa Luro

## Medios de transporte público

### Principales arterias
- Av. Rivadavia: que une al barrio con el centro histórico de la ciudad de Buenos Aires por un lado, y con el oeste de dicha ciudad y del Gran Buenos Aires por el otro lado.

- Av. Juan B. Justo: que se dirige al noreste de la ciudad y al oeste.

- Av. Juan Bautista Alberdi: que vincula Villa Luro con el centro de la ciudad y con el suroeste.

- Autopista Perito Moreno: que permite ir al centro de la ciudad y al oeste.

- Av. Emilio Castro: que nace en el barrio, dirigiéndose al oeste.

- Av. Escalada:  que nace en el barrio y lo vincula con el sector sur de Buenos Aires.

- Av. Lope de Vega:  que nace en el barrio y lo une con el noroeste de la ciudad.

- Av. Canónigo Miguel del Corro:  de recorrido local, nace en la Av. Rivadavia y termina en la Av. Juan B. Justo.

### Ferrocarriles
- Villa Luro: se encuentra del lado sur de la Autopista Perito Moreno, entre la Avenida Lope de Vega y la calle Víctor Hugo.

### Líneas de colectivos
- Por el barrio circulan los siguientes colectivos: 1 2 4 8 34 46 49 55 63 88 96 99 106 108 113 136 163 166 172 180 181 182

### Paradas del metrobús
- Lope de Vega: situada en la Av. Juan B. Justo entre el 7900 y el 8000
- Cortina: ubicada en la Av. Juan B. Justo entre el 8300 y el 8400

## Dependencias policiales
- Comisaría 54 de la Policía Federal Argentina, ubicada en la calle Basualdo 154,.[55]

- Planta Verificadora N.º 1 "Villa Luro" de la Policía Federal Argentina, sita en la calle Moliere 250.[56]

## Entidades bancarias
- Banco de la Nación Argentina - Sucursal Villa Luro, ubicado en Av. Rivadavia 10249.

- Banco Santander Río - Sucursal N.º 166 Villa Luro, sito en Av. Rivadavia 9711 esq. Virgilio.

## El barrio en la cultura popular
- El poema "Último sol en Villa Luro" de Jorge Luis Borges comienza con los versos "Tarde como de Juicio Final. La calle es una herida abierta en el cielo...". El poema parece retratar el barrio y está incluido en el libro Luna de enfrente de 1925. Sin embargo, esta obra también es conocida como "Último sol en Villa Ortúzar".[57]
- La «Canción ditirámbica a Villa Luro» de Nicolás Olivari está incluida en su obra "El Gato Escaldado" de 1929, que comienza con "Villa Luro, yo no fui un extraño entre tu barro...", destacándose además el verso "Villa Luro: Complejidad de lo sencillo, lacrimoso rasguear de las guitarras...".[58]
- En la canción «Los cien barrios porteños» escrita en 1945 por Carlos Petit y Rodolfo Sciammarella, y popularizada por Alberto Castillo, es uno de los 21 barrios porteños nombrados.
- En la película Esperando la carroza de 1985 es nombrado el barrio, ya que fue el lugar donde la "Húngara" se tiró a las vías del tren.
- El primer concierto de la banda Las Pelotas fue el 5 de noviembre de 1988 en "Dallas Pub" (Juan B. Justo 8300).
- La sala de ensayo de la banda Catupecu Machu se encuentra en el barrio, lugar de donde son oriundos.
- La sala de ensayo de la banda Los Piojos se encontraba en el barrio, y la utilizaron durante la década de 1990.[59] Dicha casa también fue utilizada por la banda Las Pelotas en la década del 2000.[60]
- Para la miniserie Los pibes del puente, de 2012, se filmaron algunas escenas en la "Estación Villa Luro".
- La banda de rock independiente Tristemente Célebres tiene una canción llamada «Una noche en Villa Luro», lanzada en 2013.